# Ikarus 280
L'Ikarus 280 est un autobus articulé urbain et interurbain fabriqué par le constructeur hongrois Ikarus de 1973 à 2002.
Ce modèle a connu un succès sans précédent. C'est certainement l'autobus articulé le plus produit dans le monde, 60.993 exemplaires fabriqués en 29 ans, sans grands changements, dont la moitié exportés en (ex) URSS. L'autobus a été vendu à de très nombreux pays comme la Pologne, la Turquie, la Tchécoslovaquie, mais aussi la Chine, le Venezuela, la Tunisie, l'Iran et la Tanzanie.
La robustesse et la fiabilité de ce modèle expliquent en grande partie sa longévité sans équivalent. Il faut par contre souligner que ce modèle aurait dû être remplacé dès la fin des années 1980 mais le constructeur, en difficulté financières dues aux retards de paiement des clients publics des États du Comecon ne put financer de nouveaux développements. Les commandes de l'ex URSS et de l'Allemagne s'effondrèrent dès 1990 mettant Ikarus au bord de la faillite. Ikarus a lancé la série 400 mais les clients réclamaient les modèles de la série 200, plus fiables.
En 1975, Ikarus lance une version trolleybus, l'Ikarus 280T dont 466 exemplaires seront fabriqués. Le prototype a été fabriqué avec un équipement électrique de traction provenant d'un appareil ZiU-5. Le deuxième exemplaire a été construit pour l'exportation vers la RDA, à Weimar et retourné en Hongrie en 1995. On a aussi vu des Ikarus 260T en Corée du Nord, mais c'était des autobus diesel transformés en trolleybus.

## Caractéristiques techniques
L'autobus a une longueur de 16,50 mètres. Le moteur diesel est placé sous le plancher, entre les essieux avant. L'essieu arrière, simple, est auto-directionnel. Cet autobus a la particularité de maintenir l'essieu arrière dans les traces de l'essieu moteur. Lors de son lancement, la première version était équipée du moteur diesel aspiré six cylindres Rába-MAN D 2156 HM6U de 10 350 cm3 développant 192 Ch (141 kW) avec une boîte hydromécanique Praga ou, en option, Csepel, ZF Ecomat ou Voith. Certains modèles ont été livrés avec une boîte de vitesses mécanique ZF. La vitesse maximale était de 66 km/h. Les années suivantes, le bus a bénéficié d'un moteur turbocompressé Rába D10 six cylindres. Grâce à sa conception autoportante, Ikarus a pu répondre à presque toutes les demandes pour équiper le modèle avec des moteurs MAN, Daimler, Cummins, Volvo ou DAF, selon le pays et la demande du client.
L'Ikarus 280 a été proposé comme autobus de ligne avec trois portes d'accès et comme autobus urbain avec quatre portes de grande largeur (130 cm) à 2 ou 4 vantaux pliants, avec commande électropneumatique actionnée par le chauffeur. Plus tard, le bus a été livré avec des portes battantes à deux vantaux. Dans sa version urbaine, l'Ikarus 280 offrait 36 places assises et 116 places debout.
La porte avant est située à 39 cm du sol et le plancher est à 92 cm, ce qui impose deux marches intérieures.

## Histoire
L'Ikarus 280, comme le modèle de base 260 fait partie de la série Ikarus 200 que l'on doit au génie de l'équipe du concepteur en chef Bálint György avec Oszetzky Károly, Mádi Jenő, Varga Papp, József et Finta László, qui ont également à leur actif les précédents Ikarus 180, 556 et 557, lancés en 1966.
La production a commencé en 1973 jusqu'en 2002. Au début des années 1990, les commandes de l'Union soviétique et de l'Allemagne de l'Est ont cessé ce qui a provoqué une forte chute de l'activité chez le constructeur hongrois. Le parc de l'usine a rapidement été saturé de véhicules finis invendus. Ikarbus a été déclarée en faillite en 1990. En 1998, l'usine a essayé de reprendre la fabrication d'autobus Ikarus "Classic", mais c'est la version 280 qui a été demandée et 72 exemplaires ont été construits sous le nom Ikarus C80 pour la régie de transports hongroise Volan.

## Variantes
Pour répondre à la demande des pays avec conduite à droite, Ikarus a créé la version 281, 55 exemplaires seront fabriqués.

## Utilisation dans le monde

### Afrique
Pour les pays africains, Ikarus a créé la variante "tropicale" avec un toit plus bas et des fenêtres avec plus de surfaces ouvrables.
La Tanzanie a acquis 32 autobus Ikarus articulés en 1973/74 du type 280.99, dont la caractéristique était la conduite à droite, comme l'Ikarus 281. Au total, ce sont 165 exemplaires de ce type qui ont été produits pour les pays avec circulation à gauche comme la Tanzanie ou le Mozambique.
Entre 1974 et 1984, 435 exemplaires Ikarus 280 ont été construits sous licence en Tunisie par le constructeur local, la STIA, 50 exemplaires avec un moteur DAF GS200, le reste avec un moteur Rába D10.

### Amérique du Sud
Ikarus, via MOGÜRT, a livré 280 exemplaires de la série 280, principalement en version avec 3 portes, au Venezuela (types 280.13 et 280.14), au Pérou (280.09) et en Équateur (280.60), 25 ont aussi été achetés par le Costa Rica.
À la fin des années 1960, l'entreprise espagnole Girón, présente sur le marché cubain et spécialisée dans la rénovation d'autobus, a signé un accord avec Ikarus pour l'assemblage de bus en CKD à La Havane. Jusqu'en 1990, plusieurs types ont été assemblés dont près de 700 exemplaires de la version 280. La grande différence avec les originaux hongrois était l'ouverture des fenêtres en partie basse.

### Moyen Orient
L'Iran a acheté 489 autobus Ikarus 280, notamment du type 280.69 à Téhéran. Ces autobus étaient spéciaux. En effet, pour respecter les règles religieuses strictes, les hommes voyageaient à l'avant et les femmes à l'arrière. Les deux zones étaient séparées par une barrière métallique.
- Turquie

Plus de 2.000 autobus Ikarus 280 ont connu une longue carrière en Turquie, en particulier dans les grandes villes, Istanbul, Ankara, Izmir, Bursa, Eskişehir et Antalya. Les Turcs avaient des problèmes de paiement, ils troquaient les bus contre du tabac, des légumes et des fruits. Le dernier autobus Ikarus 280 a été détruit en 2013.

### Europe de l'Est
- Bulgarie

La régie des transports publics de Sofia a acheté, en 1974, 100 autobus Ikarus type 280.04. Grâce à son succès, en 1976, 150 exemplaires supplémentaires ont été achetés. En 1982 et 1986, des commandes ont été passées pour des autobus type 280.43 ce qui porte à 1.100 le nombre d'Ikarus 280. Le dernier Ikarus 280 a été radié en 2014. 
- Pologne

La Pologne a été un client très important pour Ikarus. La plupart des villes polonaises ont été équipées d'autobus articulés hongrois mais il était également possible de les rencontrer sur les lignes interurbaines. En 1981, il y en avait près de 900 en service et en 1988, Ikarus a livré 4.650 Ikarus 280, principalement pour remplacer les autobus Jelcz PR100 construits sous licence Berliet aux multiples défauts de conception.
Varsovie avait commencé à acheter des autobus Ikarus hongrois dès 1978 en raison de l'usure rapide des autobus polonais Jelcz PR100 et du nombre croissant de passagers. La première série achetée était du type 280.11 puis du type 280.26 avec la boîte de vitesses Csepel, le moteur Rába-MAN et les essieux LIAZ ou MVG. Les utilisateurs ont pu apprécier le confort général bien meilleur que dans les Jelcz/Berliet, l'intérieur spacieux et la suspension pneumatique. En 1994/95, 155 autobus 280.70 ont été achetés, les derniers en février 1998, portant le nombre total à 1.500 autobus achetés par la régie des transports de Varsovie. Le dernier véhicule a été radié le 29 novembre 2013. La plupart d'entre eux ont été détruits mais quatre exemplaires ont été sauvegardés et restaurés dont un trolleybus 280.70E et détenus par le club Miłośników Komunikacji Miejskiej (KMKM).
De 1981 à 2010, Poznań a acheté 211 autobus Ikarus 280 et notamment les types 280.02, 280.26 et 280.70A. La ville de Gdańsk a disposé de près de 100 Ikarus 280.26 et 280.58 articulés.
Cracovie a acheté les 100 premiers autobus en 1981 du type 280.26, sur un total de 299 jusqu'en 1990. Le dernier autobus a été radié le 24 septembre 2007. La ville de Wrocław comptait encore plusieurs Ikarus 280 en circulation en 2014, après en avoir compté jusqu'à 150 en service. À Lublin, entre 1985 et 2012, 126 autobus de type 280.26 ont circulé. l'un d'eux datant de 1985 a été conservé par le Lubelskie Towarzystwo Zrównoważonego Transportu.
La ville de Szczecin avait 262 Ikarus articulés, acquis de 1981 à 1992, dont plusieurs dizaines circulaient encore dans la ville après 17 ans de service. Le dernier Ikarus 280 a été radié le 6 avril 2009. Le no 2252 est conservé au Musée de la technologie et des transports de Szczecin.
En Pologne, Ikarus 280 a pu être utilisé dans quasiment toutes les grandes villes mais, en janvier 2017, il y restait dix exemplaires 280.70E, six 280.37 et trois 280.37B en service à Bielsko-Biała.
- (ex) République Démocratique Allemande / RDA

L'Allemagne de l'Est a toujours été le second marché du constructeur hongrois Ikarus après l'URSS. Environ 1.700 exemplaires ont été livrés à la ville de Berlin-Est, principalement pour les lignes urbaines mais aussi pour assurer des liaisons interurbaines de longues distances avec le type 280.03. Après la réunification de l'Allemagne la plupart des autobus ont été rapatriés en Hongrie et cédés au transporteur hongrois Volan ou vendus à l'étranger. Le Denkmalpflege-Verein Nahverkehr Berlin (Association Memorial de transports en commun de Berlin) a conservé deux Ikarus 280 articulés et exposés au Musée de Berlin. La société de transport berlinoise BVG dispose également d'un Ikarus 280 restauré qui peut être loué auprès de la société.
De 1975 à 1990, la ville de Leipzig a acquis 89 exemplaires de type 280,02 et en a emprunté 26 à Berlin. Le dernier véhicule a circulé sur les lignes 67 et 89E jusqu'au 7 mars 2001. Le bus no 208 a été restauré et conservé.
- Roumanie

Seul le type Ikarus 280.05 a été fait pour une vente à la Roumanie, principalement Bucarest. Après, les Roumains ont acheté des autocars articulés nationaux. À partir de 1990 ils ont acheté des autobus d'occasion à la compagnie hongroise Volán, à la RDA et la Russie.
- Tchécoslovaquie

Les villes tchèques et slovaques ont toujours eu une prédilection pour les autobus Ikarus articulés du fait que leurs constructeurs nationales n'ont jamais fabriqué d'autobus articulés. Les Ikarus 280 urbains ont circulé principalement dans les grandes villes, mais les versions interurbaines ont aussi assuré les liaisons entre petites villes. 335 exemplaires ont été mis en service à Prague. L'autobus numéro 4382 a été conservé et restauré pour être exposé au musée de la technologie de Prague.
La ville de Brno a acquis 116 exemplaires Ikarus 280 en 1980 et 1989, et Ostrava a acquis 102 Ikarus 280 en 1977. Dès 1974, Bratislava s'est équipée en autobus Ikarus 280 et en a acquis 765. Le dernier a été radié en 2008. La ville slovaque de Košice en a acquis 424.
- (ex) Union soviétique et États successeurs

L'(ex) Union soviétique a toujours été le plus gros client d'Ikarus, le modèle Ikarus 280 a été acheté a plus de 5.500 exemplaires. Bien que la production de série ait commencé en 1973, le gouvernement hongrois n'a pas autorisé la vente directe d'autobus jusqu'en 1990 parce que le rouble était tellement surévalué que le prix de vente ne couvrait pas le coût de production. Un accord a permis de faire assembler en CKD des autobus Ikarus 280 en Russie. En Union soviétique et dans ses États satellites, quatre types d'autobus sont apparus en très grand nombre, les premiers étaient du type 280.01 puis le 280.33 et en 1987, le type 280.48.
La ville de Kiev a acquis le premier Ikarus 280 en 1973. Le type le plus utilisé, environ 700 exemplaires, est le 280.33. Il est à noter que l'évacuation des populations à la suite de la catastrophe nucléaire de Tchernobyl a été réalisée avec 1 200 bus Ikarus et LAZ provenant essentiellement du parc de Kiev. Après la catastrophe, tous les véhicules ont été enterrés dans une tranchée, en raison des rayonnements radioactifs.
L'usine biélorusse "Amkodor", qui se consacrait principalement à la production de machines agricoles, a commencé à assembler des Ikarus 280 en 1993 sous son propre nom. Les véhicules Amkodor-10126 ont été assemblés à Pinszk, les logos Amkodor et Ikarus figurent à l'avant des bus. La production n'a concerné que 47 unités et 30 autres autobus ont été convertis en 280. Les véhicules étaient principalement commercialisés à Minsk, Breszt, Mahiljov et Hrodna.

### Extrême-Orient
Bien avant le lancement de la série 200, les autobus Ikarus étaient populaires en Chine qui avait acheté 640 exemplaires de l'Ikarus 31. Les modèles "Ikarus 60" et "55" ont également été achetés. Dès l'apparition du modèle articulé Ikarus 280, 187 exemplaires de type 280.01 et 280.19 ont été commandés. Aucune autre commande n'est intervenue depuis en raison d'une détérioration des relations entre les deux pays.
Selon les archives, Ikarus a vendu 5 exemplaires de l'Ikarus 280 au Japon, mais ces bus n'ont jamais voyagé sur l'île. La société japonaise "International Procurement and Service Corporation" (IPS), a signé le contrat à Luxembourg en mai 1978 pour l'achat de cinq unités  exportées de la RDA, des modèles Ikarus 280.02. Ces autobus ont été utilisés dans une usine japonaise à Schwedt, en Allemagne.

## Le trolleybus Ikarus 280T
À la suite du succès rencontré par l'autobus 280, le constructeur hongrois présente, en 1975, le prototype du trolleybus 280T. Le prototype était équipé du matériel électrique de traction russe du ZiU-5. Ce véhicule a circulé dans la capitale sous le matricule BKV 100 jusqu'en 1991.
77 exemplaires ont été fabriqués en 1978 en utilisant l'équipement électronique GVM - Ganz Electric Works. Sur les 466 unités produites de 1978 à 1991, 83 ont été achetées par la ville de Budapest.
De nombreux prototypes ont été testés avec différentes solutions techniques, notamment en Suisse, en Autriche, en France, au Mexique et aux États-Unis. Une commande importante de 151 trolleybus a été livrée à la ville de Sofia entre 1985 et 1989 . D'autres villes en RDA, Estonie et Roumanie ont acquis ce modèle.

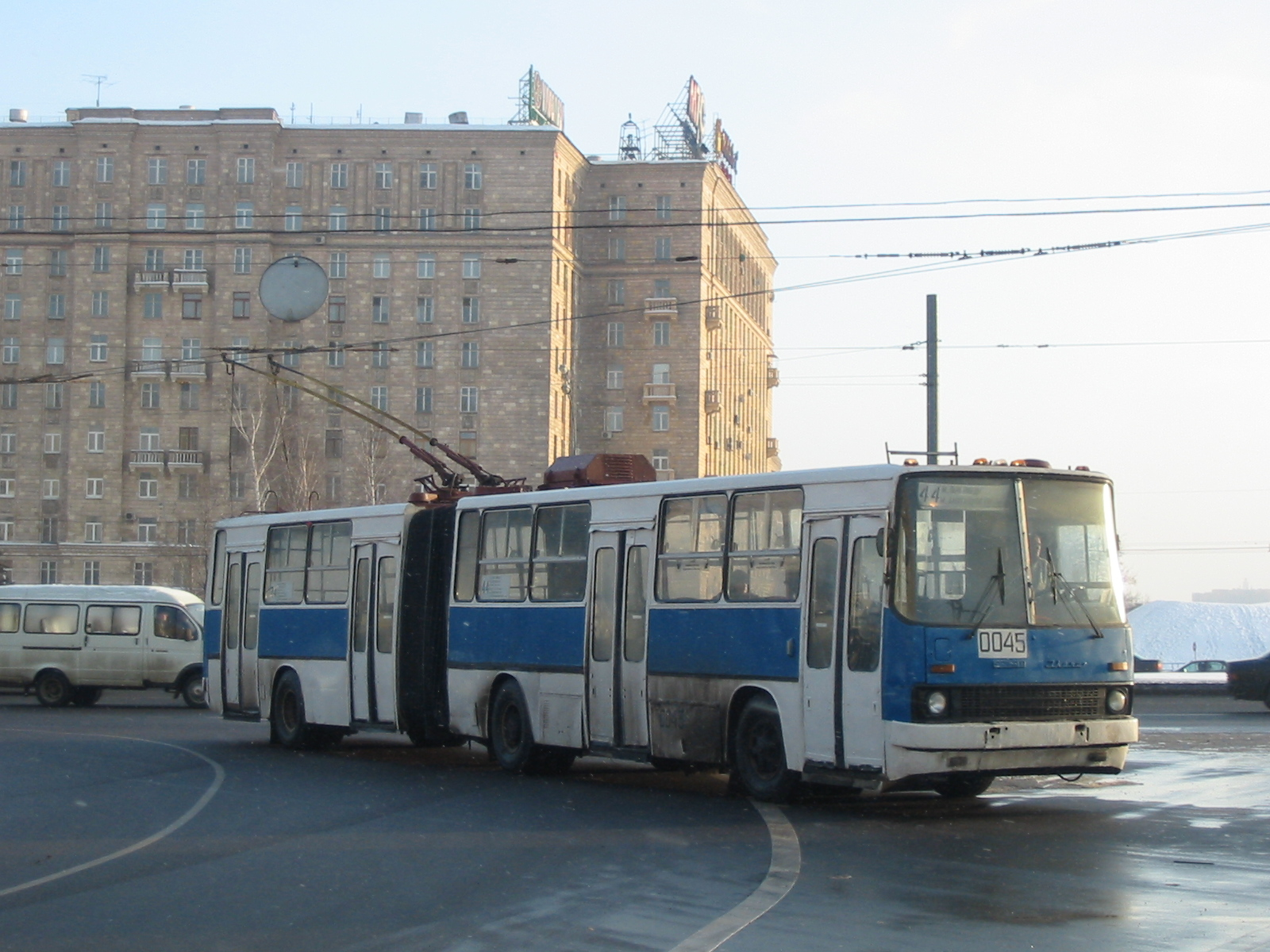
Trolleybus SVARZ-Ikarus 283T à Moscou en 2004

Contrairement à la version autobus diesel, ce modèle de trolleybus n'a pas été officiellement acheté par l'URSS même si en 1986, deux exemplaires Ikarus-280T ont été envoyés à Moscou pour y être testés. En raison du lancement du trolleybus ZiU-683B et du coût élevé des achats à l'étranger, la ville l'a abandonné. En 1988-1992, l'usine SVARZ a produit 60 exemplaires d'un modèle analogue basé sur les Ikarus 280.33 et 280.64, qui ont été commercialisés sous la marque SVARZ-Ikarus.

### Les différents types fabriqués
- Ikarus 280.T1 - prototype avec équipement électrique ZiU, numéro 100
- Ikarus 280.T3 - avec équipement électrique Brown Boweri & Cie AG

Le prototype Ikarus 280.T3 a été produit en 1978 avec des composants électroniques BBC (Brown-Boweri & Cie AG) et un ralentisseur TELMA. L'équipement électrique a été installé à Genève où il a été testé sur le réseau de la ville. Le trolleybus est retourné à Budapest avant d'être testé en 1981, à Mexico, en 1982 à San Francisco et Seattle. Après les tests, il a été rendu à Ikarus, son sort est inconnu.
- Ikarus 280.T4 - avec équipement électrique Obus-Kiepe

À la demande de Kiepe, un prototype Ikarus T4 a été réalisé en 1979 avec un équipement électrique Obus-Kiepe, monté dans son usine de Düsseldorf en Allemagne.
- Ikarus 280.T6 - avec équipement électrique Ganz Transelektro
- Ikarus 280.T7 - avec équipement électrique Hitachi

Un prototype avec un équipement électrique Hitachi a été réalisé à partir de 1977 mais des difficultés de mise au point et d'adaptation ont retardé son lancement en 1980. Le trolleybus baptisé Ikarus 281 T4 disposait d'un moteur auxiliaire Volkswagen. Le trolleybus a été testé et conservé par la ville de Szeged en 1985 et a été radiée en 1994.
- Ikarus 280.T8 - avec équipement électrique BKV-VKI

Le trolleybus Ikarus 280.T8 est un véhicule particulier. Son histoire commence en 1981. Ikarus, le BKV et l'Institut de recherche en génie électrique (VKI) ont produit conjointement ce trolleybus expérimental. Le trolleybus avait une conception spéciale avec deux moteurs et un système d'entraînement hydraulique. Un moteur a été retiré du véhicule pendant les essais. Le système d'entraînement hydraulique n'était utilisé que sur les locomotives diesel, bien que le groupelment MAN-BBC-Voith ait également présenté à Lausanne un prototype hydraulique. Avec cette solution, ils voulaient contourner les difficultés rencontrées avec le freinage électrique qui surchargeait les disjoncteurs. Le concept consistait à raccorder le moteur électrique existant à un système similaire à celui utilisé sur les autobus, ce qui aurait permis l'utilisation de certains composants de série afin de réduire les coûts de production. Pour des raisons similaires, les freins TELMA ont aussi été utilisés sur les trolleybus.
Cette solution n'ayant jamais été vérifiable, aucun trolleybus ainsi équipé n'a jamais été fabriqué. Le sort du prototype incomplet est inconnu.
- Ikarus 280.T9.90 / 92 / 93 & 94 - avec équipement électrique Ganz
- Ikarus 280 GAM - avec équipement électrique asynchrone Ganz. versions améliorée de l'Ikarus 280.T9.90
- Ikarus 280.91 - avec équipement électrique ZiU

- Ikarus IK 284

L'usine finlandaise Strömberg a également produit un trolleybus asynchrone triphasé avec Ikarus. Le véhicule a été achevé en 1983/84 à l'usine de Ganz, mais est resté un prototype unique, baptisé IK-284. Ce véhicule de 18 mètres a été conçu avec un plancher abaissé par rapport aux Ikarus 280 classiques, car le moteur était monté à l'arrière et entraînait le dernier essieu. Ceci explique la version inhabituelle à trois portes vue pendant une très courte période à Budapest.
La conception n'a pas convaincu à cause de son équipement électronique perfectible. 
Le trolleybus était équipé d'un moteur électrique de 175 kW et d'un moteur auxiliaire VW. 
- Ikarus 280E

C'est un trolleybus construit en Pologne sur la base de l'autobus hongrois Ikarus 280 diesel. Au total, 13 véhicules ont été produits en Pologne par WPK Słupsk en 1987. Un seul exemplaire a été conservé au Lublin Society of Ecological Communication. 